# Baglioni (famiglia)

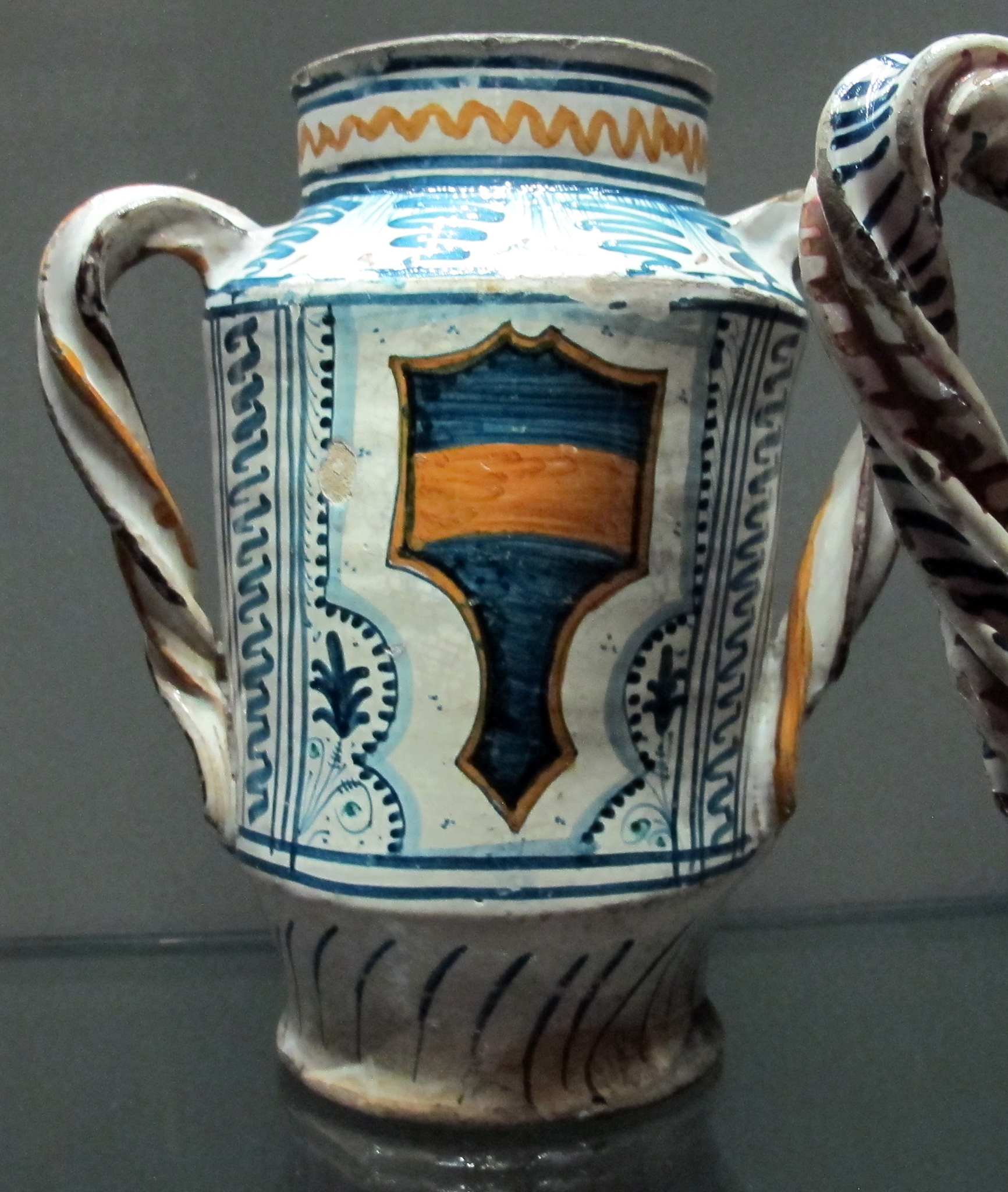
Vasetto con stemma di Casa Baglioni, 1470-1480 circa

La famiglia Baglioni, nobile casata perugina, governò la città per più di un secolo, dal 1438 al 1540.

## Storia

### Le origini

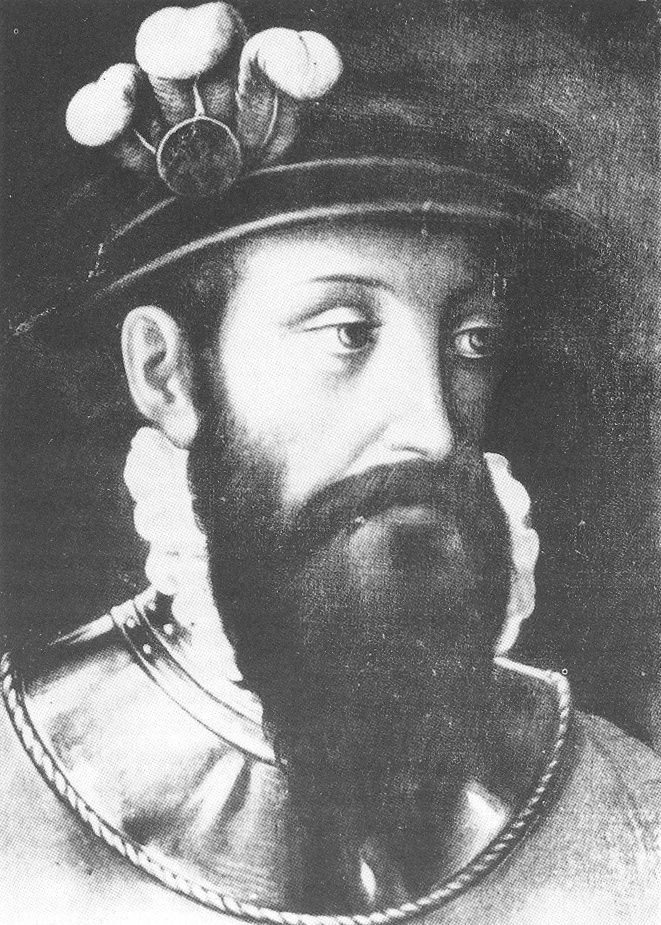
Malatesta IV

Le prime testimonianze della dinastia, in documenti ufficiali del comune di Perugia, risalgono al XIII secolo. La loro provenienza è incerta, ma vengono indicati, dal Maturanzio e dall'antica tradizione popolare, tra le famiglie di nobile stirpe militare di origine germanica che scesero in Italia al seguito dell'imperatore Federico I Barbarossa. Secondo questo filone storiografico il capostipite della dinastia, Ludovico Oddo Baglioni, già duca di Svevia e cugino del Barbarossa, venne insignito dallo stesso imperatore del vicariato di Perugia a Cagli, nel ducato di Urbino, il 7 settembre 1162.

### La lotta verso la supremazia

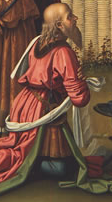
Malatesta I

Tra il Trecento e il Quattrocento furono in lotta con l'antagonista famiglia degli Oddi per il controllo di Perugia e del suo contado, conquistando i possedimenti di Bettona, Bastia, Collemancio, Torgiano. Nel 1416 Braccio da Fortebracci nominò feudatario di Cannara Malatesta I. Il papa Martino V conferì poi il rango di signori di Spello, il papa Leone X di conti di Bettona, che divenne così il centro amministrativo di quello che fu lo Stato Nuovo dei Baglioni (comprendeva gli attuali comuni di Bettona, Cannara, Collazzone, e le frazioni di Collemancio, Rosciano, Canalicchio, Tor Segnarelli, Sorgnano, Castelbuono, Torre del Col). Durante la sua assenza il conte era sostituito da un luogotenente generale, vi erano i giudici ed il bargello. Nel 1584 furono fatti aggiornare e ristampare gli antichi statuti comunali di Bettona (fatto notevole che per l'epoca merita essere sottolineato, consentivano alle donne pieno possesso delle proprietà, fare testamento, avere denaro proprio senza la tutela del marito, del genitore, dei fratelli o senza altre limitazioni di sorta).

### La signoria di Perugia

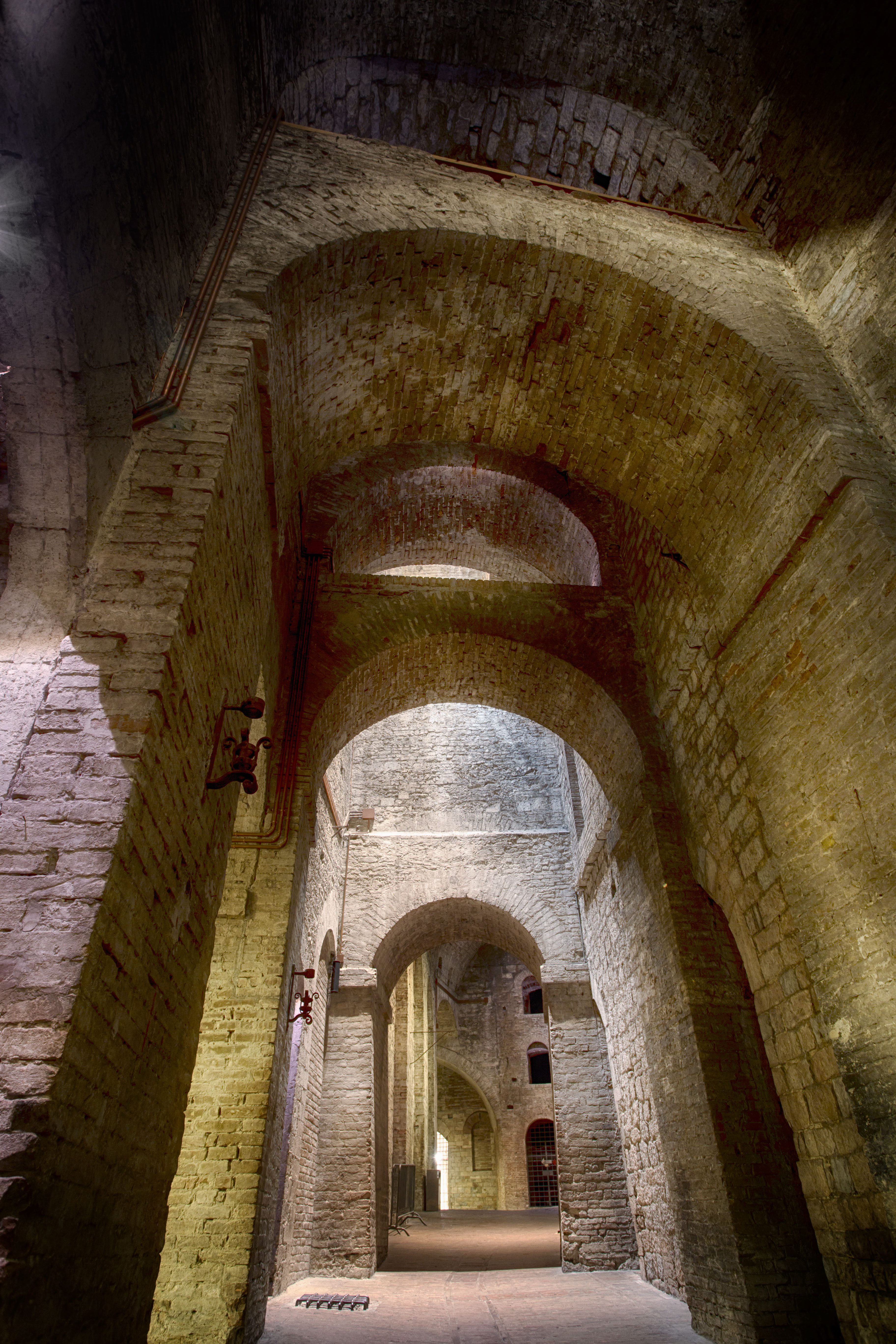
Le case dei Baglioni incorporate nella Rocca Paolina

Prima della presa del potere da parte dei Baglioni, il territorio di Perugia (che contava 50 000 abitanti, circa) fu sotto il breve dominio di Biordo Michelotti (1393-1398), poi di Braccio da Montone (1416-1424).
Fortissima, infatti, fu sempre la lotta interna tra i vari rami dei Baglioni, ma anche con le altre famiglie perugine e con il papato. L'affermazione dei Baglioni nel territorio della legazione perugina costituì un problema ricorrente per l'autorità di Roma, che non poteva però privarsi dell'appoggio politico e militare baglionesco. Al fine di placare le continue dispute cittadine esercitò un ruolo decisivo la terziaria domenicana Colomba da Rieti (1467-1501), beatificata nel 1627, ricevuta dal papa Alessandro VI e consigliera soprattutto di Atalanta Baglioni, madre di Grifonetto e committente della Pala di Raffaello Sanzio.
Nel periodo 1438 - 1479 la dinastia esercitò su Perugia una signoria occulta (ovvero non caratterizzata da un totale controllo dei poteri civici): Braccio Baglioni, sfruttando la sua posizione di capitano delle milizie della Santa Sede, essendo egli anche nipote di Braccio da Montone, precedente signore della città, esercitò su Perugia un'influenza che ne sancì presto la supremazia. Il Baglioni, oltre che "nascosto" reggente della città perugina, fu anche signore di Bastia, Cannara e Sterpeto, territori in parte ereditati dal padre. In quegli anni, il centro umbro visse un periodo di florida crescita, in quanto i Baglioni attuarono una politica di espansione ed abbellimento della città, facendo costruire nuove strade e bei palazzi. Tra il 1429 ed il 1433 venne ampliato il palazzo dei Priori, furono edificate chiese e cappelle private, mentre il mecenatismo dei Baglioni richiamò a Perugia artisti come Piero della Francesca, Pinturicchio, Luca Signorelli, Parmigianino e Raffaello Sanzio. Venne costruito un imponente palazzo signorile come residenza privata della famiglia, di cui oggi rimane solo la parte inglobata nella Rocca Paolina. L'edificio fu decorato da Domenico Veneziano con un ciclo di pitture sulle nobili schiatte perugine e sui grandi condottieri del passato. Si possono ancora vedere, invece, i palazzi Baglioni di Spello, Bettona e Torgiano. Molti esponenti della signorile progenie furono sepolti nella basilica di San Domenico di Perugia (fino al XIX secolo vi erano ancora alcuni monumenti funebri intorno all'abside, poi i resti dei Baglioni furono sistemati in una cripta davanti all'altare maggiore), altri, come Atalanta e Grifonetto, nella chiesa di San Francesco al Prato.

### I Baglioni signori di Perugia (1438-1540)[7]
| Titolo                               | Nome                       | Dal            | Al   | Consorte e note |
| Signore di Cannara, Spello e Bettona | Malatesta I                | 1416           | 1437 | Iacopa Fortebracci |
| Signore di Perugia                   | Braccio (II)               | 1438           | 1479 | Toderina Fregoso, Anastasia Sforza di Santa Fiora |
| Signore                              | Guido I                    | 1479           | 1500 | Costanza Varano |
| Signore                              | Rodolfo I                  | 1479           | 1500 | Francesca Baglioni di Castel di Piero |
| Signore                              | Astorre I                  | 1479           | 1500 | Lavinia Colonna |
| Signore                              | Federico, detto Grifonetto | 15 luglio 1500 |      | Zenobia Sforza di Santa Fiora; nipote di Braccio (II) e legittimo suo erede                                                                                               |
| Signore                              | Carlo I il Barciglia       | 15 luglio 1500 |      | nipote di Carlo, fratello di Braccio (II), Guido e Rodolfo I |
| Signore                              | Giampaolo I                | 1500           | 1520 | Ippolita Conti |
| Signore                              | Adriano I il Morgante      | 1500           | 1502 | fratello di Gentile I |
| Signore                              | Gentile I                  | 1520           | 1527 | Giulia Vitelli; figlio di Guido I |
| Signore                              | Malatesta IV               | 1527           | 1531 | Monaldesca Monaldeschi; figlio di Giampaolo, governò con il fratello Orazio II; Malatesta II e III (morto nel 1487 e fratello di Giampaolo) non furono signori di Perugia |
| Signore                              | Orazio II                  | 1527           | 1528 | Francesca Petrucci; Orazio I (+1486) era un fratello di Giampaolo |
| Signore                              | Rodolfo II                 | 1531           | 1540 | Costanza Vitelli |

### Le "nozze di sangue"

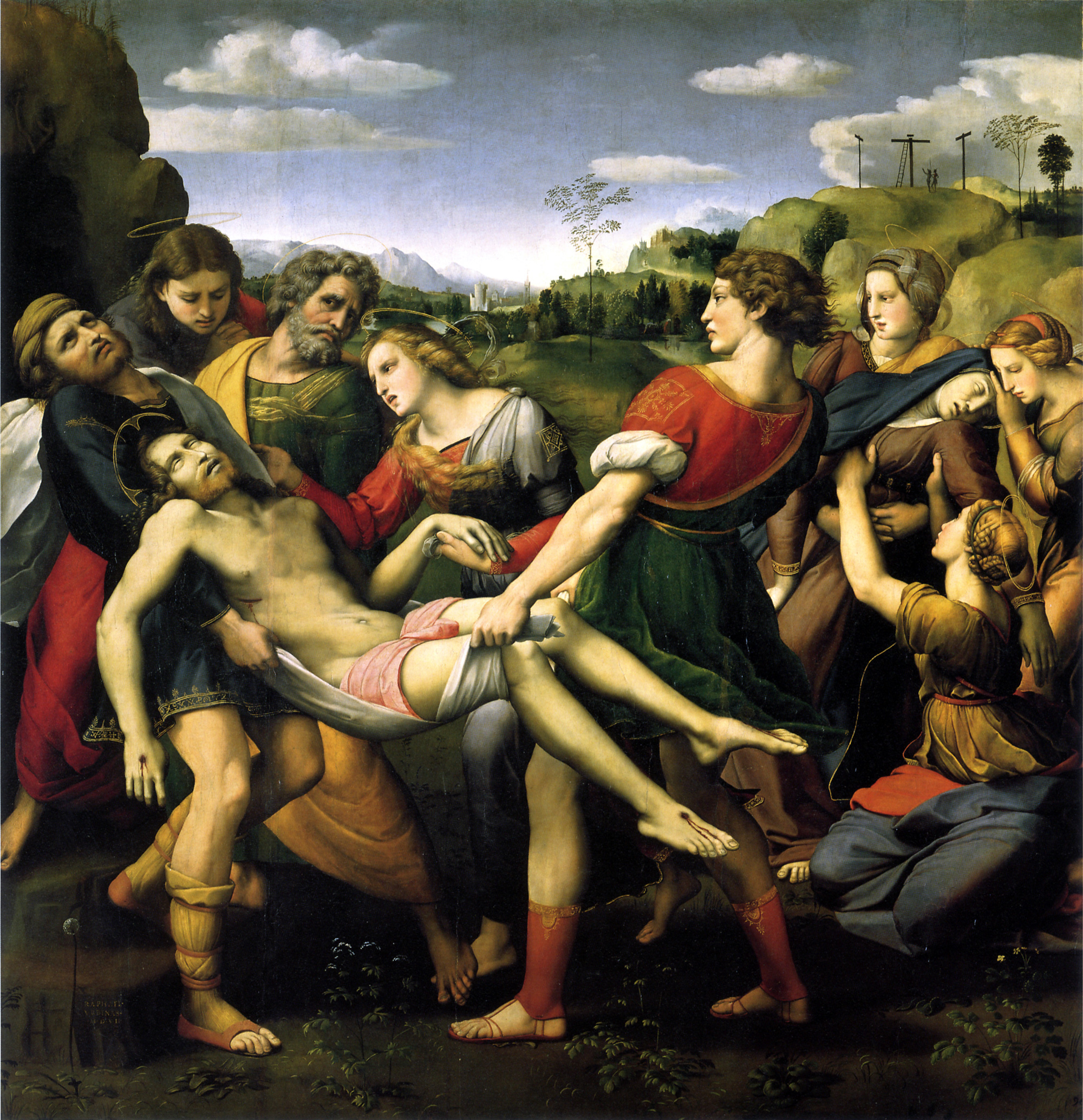
La Pala Baglioni di Raffaello (1507, Galleria Borghese, Roma)

Alla morte di Braccio seguì un periodo di lotte interne nel casato per la conquista della supremazia, culminato nella sanguinaria faida passata alla storia come quella delle nozze rosse, il 14 luglio 1500. Astorre I Baglioni, subito dopo il matrimonio pubblico con Lavinia Colonna celebrato per sancire la sua scalata al potere, fu ucciso da Grifonetto Baglioni, figlio di Atalanta e di Grifone, secondogenito di Braccio. Incontratosi in maniera casuale con Giampaolo, il giovane Grifonetto venne risparmiato momentaneamente ed invitato ad andarsene, ma il cugino Gentile lo inseguì uccidendolo a sua volta. Atalanta Baglioni corse in piazza e trovò ancora in vita il figlio Grifonetto, che prima di morire chiese perdono per sé e per i suoi assassini. Per commemorarlo Atalanta, nipote di Malatesta I, commissionò un'opera pittorica per la chiesa di San Francesco al Prato, realizzata da Raffaello in cui lei e Grifonetto venivano rappresentati nella deposizione di Cristo, sistemata nella cappella di San Matteo, loro luogo di sepoltura.

### La fine dello "Stato baglionesco"
Negli anni successivi ad assumere il potere fu Gentile I Baglioni, vescovo di Perugia dal 1501 al 1506. Nel 1520 Giampaolo venne attirato con uno stratagemma a Roma da papa Leone X che, al suo arrivo, lo fece decapitare. Qualche anno dopo Rodolfo II Baglioni contestò il potere della Chiesa cacciando il legato pontificio, ma poi venne sconfitto dalle milizie papali guidate da Pier Luigi Farnese. Privato dei propri privilegi e dei soldati, Rodolfo dovette abbandonare la città segnando la fine della signoria perugina, nel 1540. La residenza di Braccio fu, in quello stesso anno, abbattuta per far posto alla fortezza progettata da Antonio da Sangallo il Giovane su richiesta del papa Paolo III. Il figlio di Gentile, Astorre II, difese la cristianità nella guerra di Cipro e morì insieme con Marcantonio Bragadin a Famagosta. A sua volta l'erede di Astorre, Guido, si distinse al seguito dell'imperatore e visse a Verona e Brescia. Il ramo principale si estinse con la morte di Malatesta V Baglioni, conte di Spello e di Bettona, nel 1648, che soleva firmarsi con la dicitura "ultimus ex suis".

### I Baglioni attuali
Gli attuali Baglioni discendono da Percivalle di Guido, dimorano a Firenze, Ferrara e nell'avita Perugia. Oggi dediti alle arti e alle scienze, hanno da tempo smesso i panni del condottiero. Si citano tra questi Pietro alias Melindo Turrenio (letterato), Benedetto (filosofo), Astorre (storico), Enzo (incisore - pittore). All'origine della recente partizione della famiglia, con la nascita del ramo degli Oddi-Baglioni, vi è lo sposalizio nel 1782 di Alessandro con Caterina, l'ultima della casata Oddi (da non confondersi con i quasi omonimi degli Oddi, antichi nemici dei Baglioni).  Pietro, suo fratello primogenito, si attribuisce l'onore di perpetuare il casato Baglioni. Suo figlio Benedetto, in qualità di gonfaloniere della città all'epoca dei moti d'indipendenza, sarà il testimone dell'abbattimento della Rocca Paolina e della ritrovata libertà di Perugia. In Francia esiste tuttora un'altra linea della famiglia, i Baglion de la Dufferie, che discende da Michele di Colaccio.

### Il ramo di Ferrara
Non c'è da dubitare che il ramo dei Baglioni stabilito in Ferrara sia uscito dal ceppo perugino, benché sia stata usata un'arma diversa da quella originaria dei Baglioni che è una fascia d'oro in campo azzurro. Esattamente il leone "illeopardito" d'oro coronato dello stesso, in campo azzurro sia proprietà particolare della linea dei Baglioni ferraresi  adottato da Rodolfo, che venne a trapiantarsi in questa città.
Rodolfo Baglioni, "...dopo aver governato con grande prudenza la città di Perugia, morto il vescovo di Terracina, fu dalla santità di Paolo III necessitato ad espatriare cosicché essendo amicissimo di Ercole II, Duca di Ferrara, venne quivi ricevuto con grande magnificenza alla corte Ducale, dove ebbe affidate ragguardevole cariche da lui tenute per lunghi anni."

## Personaggi e condottieri della famiglia Baglioni

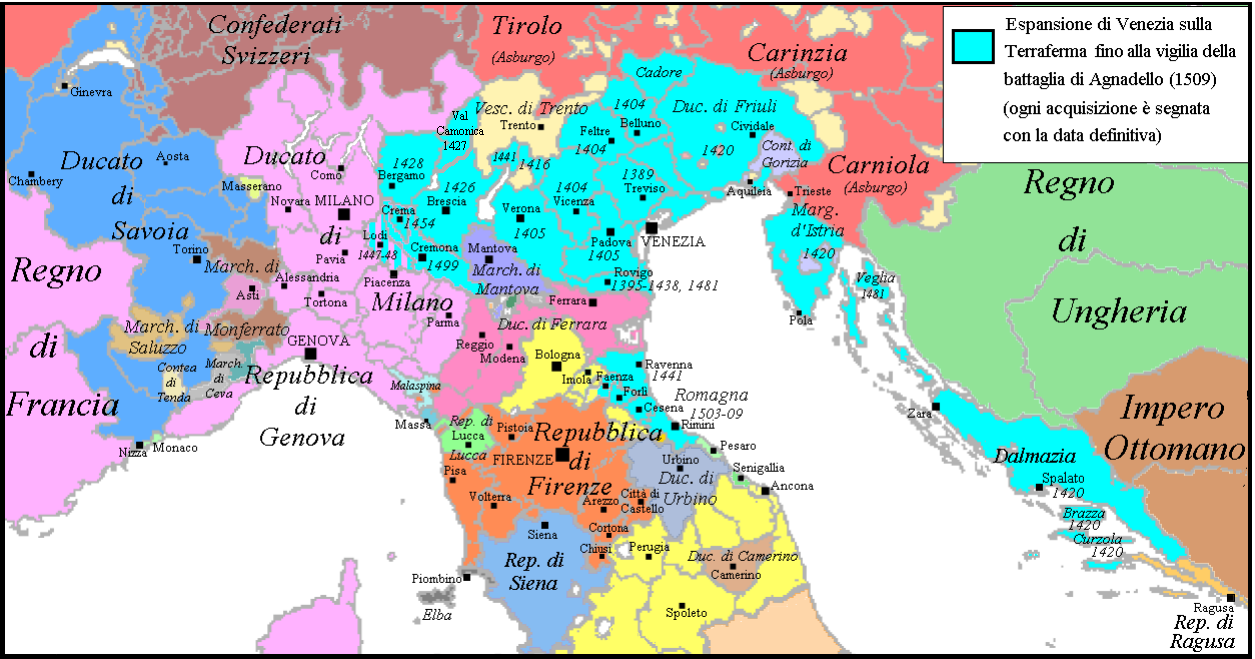
Nella carta è indicata la signoria di Perugia

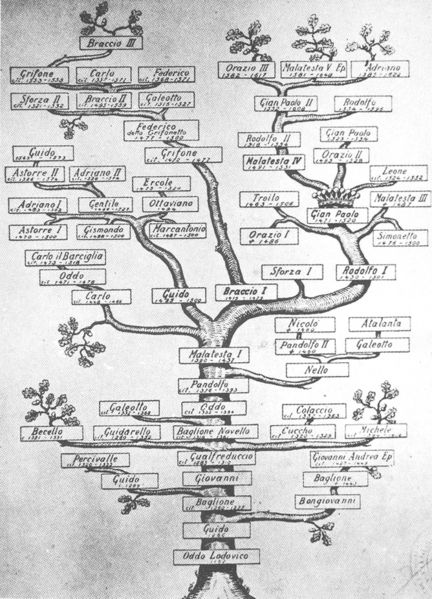
L'albero genealogico relativo al ramo principale del casato baglionesco

- Malatesta Baglioni, deceduto nel gennaio 1437
- Grifone Baglioni, ucciso nel 1477
- Braccio (II) Baglioni, (1419 - dicembre 1479) figlio di Malatesta Baglioni
- Carlo Baglioni (di Malatesta), morto nel 1485
- Orazio I Baglioni, scomparso nel giugno 1486
- Gentile Baglioni, (1466 - agosto 1527)
- Carlo Baglioni, (1473 - dicembre 1518)
- Giampaolo Baglioni, (1470 ca - giugno 1520)
- Astorre Baglioni (di Guido), ucciso il 15 luglio 1500 a Perugia
- Grifonetto Baglioni, ucciso nel luglio 1500
- Morgante Baglioni, morto nel luglio 1502
- Orazio II Baglioni, (1493 - maggio 1528)
- Malatesta IV Baglioni (di Giampaolo), (1491 - dicembre 1531)
- Sforza Baglioni, deceduto nel settembre 1532
- Braccio III Baglioni, morto nel mese di novembre del 1559
- Rodolfo Baglioni, (luglio 1512 - marzo 1554)
- Federico Baglioni, scomparso nel mese di giugno dell'anno 1571
- Astorre II Baglioni, nato a Perugia nel mese di marzo 1526 e ucciso il 4 agosto 1571 a Famagosta
- Adriano Baglioni, (marzo 1527, aprile 1574)